# Яньцзи
Яньцзи́ (кит. упр. 延吉市, пиньинь Yánjí), Йонгиль (кор. 연길시) — городской уезд в восточной части провинции Гирин Китайской Народной Республики. Здесь размещаются власти Яньбянь-Корейского автономного округа.

## История
Большая часть территории вокруг города не была заселена вплоть до 1800-х годов, пока власти империи Цин не начали вести активную миграционную политику и разрешать селиться в данном районе. Одной из задач её проведения было сдерживание России и недопущение в регион русских поселенцев. В 1902 году эти места были подчинены Яньцзискому комиссариату (延吉厅). В 1909 году Яньцзиский комиссариат был поднят в статусе до Яньцзиской управы (延吉府).
После Синьхайской революции в стране была проведена реформа структуры административного деления, в ходе которой управы были упразднены, и в 1913 году Яньцзиская управа была преобразована в уезд Яньцзи (延吉县).
В 1931 году Маньчжурия была оккупирована Японией, создавшей в 1932 году марионеточное государство Маньчжоу-го. В 1934 году территория Маньчжоу-го была разделена на 12 провинций, и уезд Яньцзи вошёл в состав провинции Цзяньдао. В 1943 году провинция Цзяньдао была объединена с провинциями Муданьцзян и Дунъань в Объединённую Восточно-Маньчжурскую провинцию.
По окончании Второй мировой войны правительство Китайской республики осуществило административно-территориальный передел Северо-Востока, и уезд Яньцзи вошёл в состав провинции Гирин. С августа 1946 года по март 1948 года (до взятия города Гирин) здесь размещалось правительство контролируемой китайскими коммунистами части территории провинции. В 1952 году был создан Яньбянь-Корейский автономный район (с 1955 года — Яньбянь-Корейский автономный округ), и уезд Яньцзи вошёл в его состав.
С момента образования Яньбянь-Корейского автономного района его правительство разместилось в Яньцзи. В 1953 году из уезда Яньцзи был выделен городской уезд Яньцзи, а оставшийся уезд Яньцзи в 1983 году был переименован в уезд Лунцзин.

## Международные проблемы
В мае 2009 года КНДР провела второе ядерное испытание вблизи с китайской границей, что привело к последующему землетрясению магнитудой 4,5 балла с эпицентром всего в 180 километрах от Янцзи. Отношения между КНР и КНДР осложнились.
В январе 2000 года в Яньцзи был похищен южнокорейский священник Ким Донсик. Это стало одним из самых известных похищений и провокаций КНДР против Южной Кореи. По итогам расследования был арестован подозреваемый в совершении преступления. Он был предварительно подготовлен в Пхеньяне и имел китайские корни. Официальное обвинение было предъявлено в декабре 2004 года.

## Административно-территориальное деление
Городской уезд Яньцзи делится на 6 уличных комитетов и 4 посёлка.
Уличные комитеты:
- Хэнань (河南街道 / 하남가도),
- Цзяньгун (建工街道 / 건공가도),
- Яньцзи (新兴街道 / 신흥가도),
- Гунъюань (公园街道 / 공원가도),
- Чаоян (朝阳街道 / 조양가도),
- Бэйшань (北山街道 / 북산가도)

Посёлки:
- Илань (依兰镇 / 이란진)
- Саньдаовань (三道湾镇 / 삼도만진)
- Сяоин (小营镇 / 소영진)
- (朝阳川镇) (переведён в подчинение городского округа Яньцзи из подчинения городскому округу Лунцзин в 2009 году)

## География и климат
Территория российско-китайской границы является сейсмически опасной зоной - последнее по времени крупное землетрясение было зафиксировано здесь в феврале 2010 года (6,5 баллов по шкале Рихтера).

## Образование
Крупнейшим учебным заведением Яньцзи является Яньбяньский университет, основанный в 1949 году. В настоящее время он проводит обучение по 11 различным программам, включая четыре докторские (PhD)
На постоянной основе в университете работает более 1,400 человек, которые обучают более 16 тысяч студентов. Один из самых известных выпускников - Чжан Дэцзян, специализировавшийся на изучении корейского языка, в дальнейшем стал заместителем партийного секретаря Яньцзи (1983–1985), в настоящее время является вице-премьером КПК в Пекине.
Также в Яньцзи располагаются Яньбяньский университет науки и технологии - колледж, специализирующийся на исследовательских технологиях (был основан в 1990 году) и Яньбяньский медицинский колледж.

## Культура и спорт
В городском уезде располагается 50-тысячный Народный стадион. Яньцзи был восемнадцатым на пути следования Олимпийского огня 2008 для открытия Олимпиады в Пекине. Кроме того, стадион является домашней ареной футбольной команды «Яньбянь Чанбайху», представляющей второй по значимости дивизион.
Представители Книги рекордов Гиннесса в июле 2010 года посещали с визитом стадион Яньбяньского университета для регистрации рекорда — более тысячи студентов одновременно жонглировали футбольным мячами более 10 секунд.
В 2015 году в пригороде Яньцзи построили аквапарк, крупнейший в округе. Так же там есть два горнолыжных склона с подъёмником, работающие только зимой и бассейны с термальной водой из целебных источников бьющих из-под земли.
В Яньцзи расположена Яньбяньская библиотека с собранием более 80 тысяч книг на корейском языке, это крупнейший и единственный центр сбора корейской литературы в Китае.